# SoFo

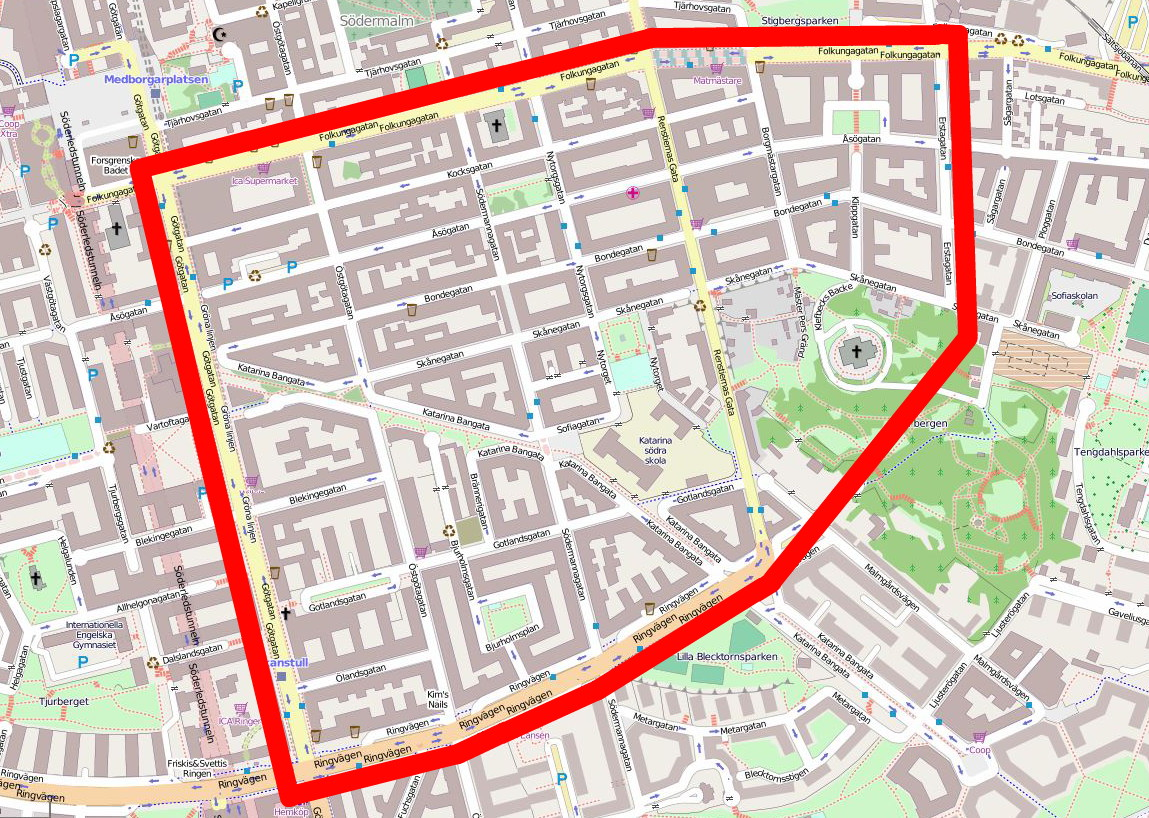
SoFo

SoFo is een deel van het stadsdeel Södermalm in Stockholm. SoFo is een acroniem van Söder om Folkungagatan, ten zuiden van Folkungagatan (een straat). De naam is een knipoog naar de wijken Soho in Londen en New York. In het gebied liggen veel horecagelegenheden en winkels. Het wordt wel genoemd als een van de hipste delen van Stockholm.